# Marseilles (Illinois)
Marseilles – miasto w Stanach Zjednoczonych, w stanie Illinois, w hrabstwie LaSalle.